# Forum Régional YouthConnekt Sénégal

Le Forum Régional YouthConnekt Sénégal (FRYCS) est une initiative nationale visant l'autonomisation, la dynamisation, l'entrepreneuriat, le leadership et l'engagement citoyen chez les jeunes sénégalais pour un développement durable. Organisé par le gouvernement du Sénégal, en partenariat avec le Programme des Nations Unies pour le Développement (PNUD) et YouthConnekt Africa Hub, il offre une plateforme d'échange et de collaboration entre les jeunes, les autorités publiques, le secteur privé et les organisations de la société civile.

## Présentation
Le Forum Régional YouthConnekt Sénégal est un événement organisé par le gouvernement du Sénégal en partenariat avec le PNUD-Sénégal et le YouthConnekt Africa Hub,. Il rassemble en présentiel un demi-millier de jeunes originaires des régions du nord du Sénégal (Saint-Louis, Matam, Louga), ainsi que 2500 participants virtuels à travers tout le territoire sénégalais et hors du Sénégal,. Il se tient du 23 au 26 septembre 2024 à l'Université Gaston Berger de Saint-Louis avec pour thème « Responsabiliser la jeunesse sénégalaise pour leur propre développement : jeunes autonomes, jeunes citoyens, jeunes leaders »,. Il vise à trouver des solutions aux défis du chômage, de la migration et de la sous-représentation des jeunes dans les instances de décision. Le forum Régional YouthConnekt Sénégal s'intègre dans la continuation des actions du YouthConnekt Africa Hub pour établir une connexion entre les jeunes, en vue d'une collaboration autour des questions environnementales et socio-économiques.

## Organisation
Le forum Régional YouthConnekt Sénégal se tient dans un format hybride (en ligne et en présentiel) et s'articule autour des activités suivantes : 
- Des sessions plénières de haut niveau, avec des ateliers pratiques, des laboratoires d'innovation et des dialogues intergénérationnels[1],[4] ;
- Une exposition de solutions et innovations axées sur la jeunesse, mettant en lumière les réalisations des jeunes entrepreneurs, innovateurs et artistes sénégalais[1],[4];
- Des évènements culturels et sportifs (concours de cuisine, performances artistiques, défilés de mode)[1],[4].

## Objectifs
Le forum Régional YouthConnekt Sénégal a pour objectifs de renforcer l'autonomie des jeunes à travers des solutions pratiques et locales ; d'accroître la participation civique des jeunes dans les prises de décisions politiques et économiques ; de mettre en place un dialogue constructif entre les jeunes et les leaders politiques, les organisations de la société civile, le secteur privé ; de promouvoir le développement régional,.